# Efenechtyd
Efenechtyd è un centro abitato del Galles, situato nella contea del Denbighshire.